# Truplaya subflaveola
Truplaya subflaveola är en tvåvingeart som beskrevs av Loïc Matile 1988. Truplaya subflaveola ingår i släktet Truplaya och familjen platthornsmyggor.
Artens utbredningsområde är Elfenbenskusten. Inga underarter finns listade i Catalogue of Life.